# 小行星2020
小行星2020（2020 Ukko）是一颗围绕太阳公转的小行星。1936年3月18日，爾約·維薩拉在图尔库发现了此天体。
該小行星以芬蘭民族史詩《卡勒瓦拉》中的雷神烏科命名。
这颗小行星的绝对星等为331.5110904276926等。